# Serbie au Concours Eurovision de la chanson 2007
La Serbie a choisi Marija Serifovic qui avait concouru aux 3 précédentes sélections nationales sans jamais être sélectionnée.
Le 12 mai 2007, elle remporte le Concours Eurovision de la chanson 2007

## Résultats de la finale
| #  | Interprète(s)                   | Chanson              | Points | Place |
| -- | ------------------------------- | -------------------- | ------ | ----- |
| 1  | Peca Jovanovic                  | Kao da je bilo juce  | 6      | 9     |
| 2  | Miki Peric                      | Jablan               | 7      | 8     |
| 3  | Negativ                         | Prava stvar          | 15     | 3     |
| 4  | Betty Boop                      | Sama                 | 11     | 5     |
| 5  | Slobodan Trkulja & Balkanopolis | Nebo                 | 17     | 2     |
| 6  | Marija Serifovic                | Molitva              | 22     | 1     |
| 7  | Maja Markovic                   | Nije nam se dalo     | 6      | 9     |
| 8  | Blizanci                        | Mambo Jambo Serbiano | 9      | 6     |
| 9  | Ivana Jordan                    | Bomba                | 15     | 3     |
| 10 | Aleksa Jelic                    | Beli grad            | 8      | 7     |